# یوتو اوچیدا
یوتو اوچیدا (انگلیسی: Yuto Uchida؛ زادهٔ ۲۹ آوریل ۱۹۹۵) بازیکن فوتبال اهل ژاپن است.